# بانتی چمار
بانتی چمار (خمر: បន្ទាយឆ្មារ) یک کمون (خم) در ناحیه ثما پوک، در استان بانتی می چی، در شمال غربی کامبوج است. این منطقه در ۶۳ کیلومتری شمال سیسوفون و در حدود ۲۰ کیلومتری شرق مرز تایلند واقع شده است. کمون بانتی چمار شامل ۱۴ روستا است.
معبد عظیم بانتی چمار همراه با زیارتگاه‌ها و مخزن (بارای)، یکی از مهم‌ترین و کم‌شناخته‌ترین مجموعه‌های باستان‌شناسی دوره آنگکور کامبوج را تشکیل می‌دهد.

## تاریخچه

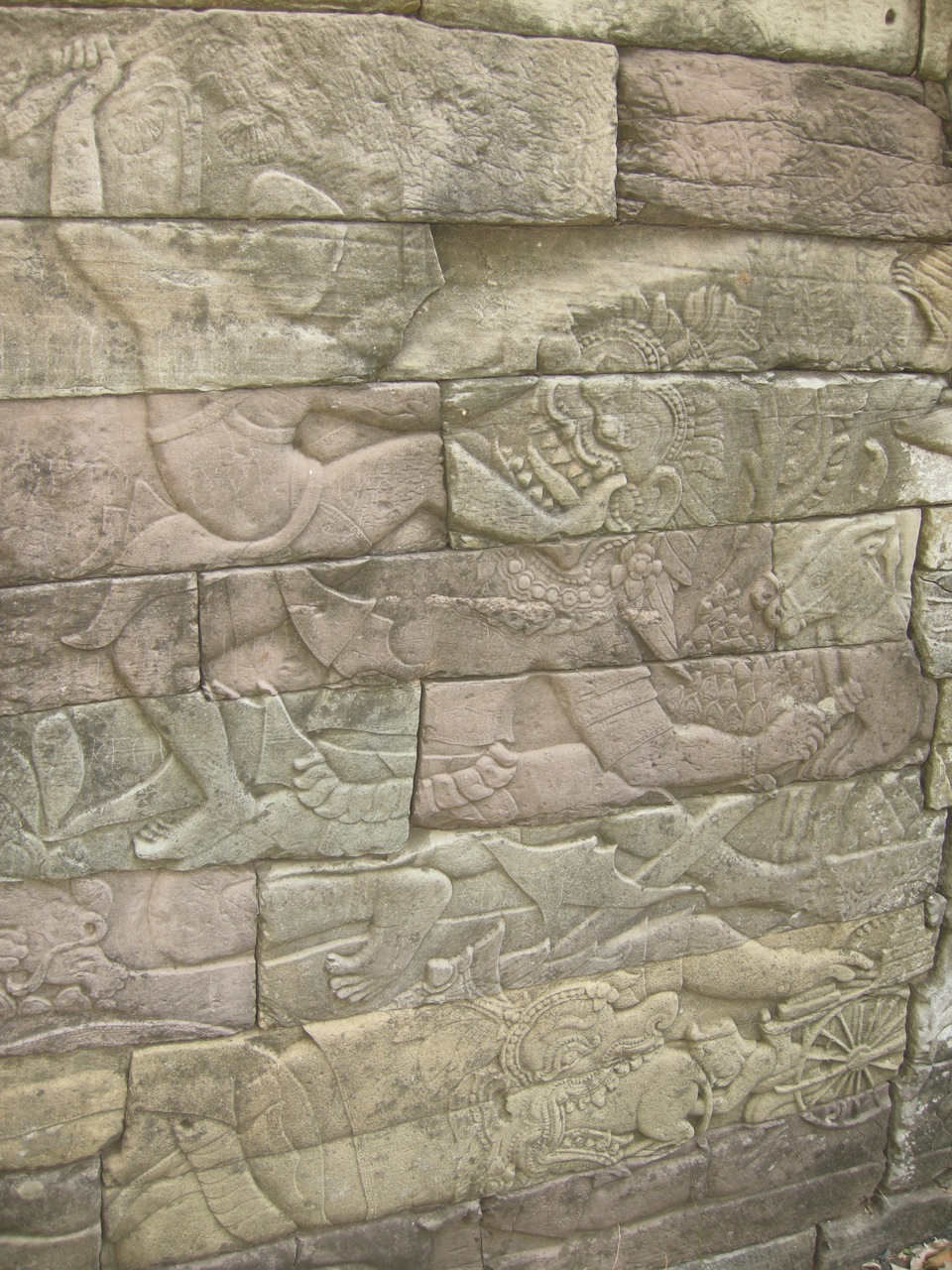
نبرد یک شاهزاده با دیو (بخش شمالی گالری غربی، دیوار محوطه سوم)

معبد بانتی چمار مانند معبد انگکورتام، در زمان سلطنت جایاوارمان هفتم و در اواخر قرن دوازدهم یا اوایل قرن سیزدهم ساخته شد. یکی از زیارتگاه‌های معبد تصویر پسر جایاوارمان هفتم را با نام سرندراکومارراجپوترا را که قبل از او درگذشته بود؛ در خود جای داده است. بر روی درهای معبد نیز، تهاجم ناموفق یاسوارمان اول به چامپا را ثبت کرده‌اند.

## وضعیت میراث جهانی
این سایت در ۲۷ مارس ۲۰۲۰ (در ابتدا در ۱ سپتامبر ۱۹۹۲ اعلام شد) در رده فرهنگی به فهرست آزمایشی میراث جهانی یونسکو اضافه شد.